# Virtual Boy
Virtual Boy（Bācharu Bōi）是由任天堂开发制造的桌面台式32位游戏机。于1995年发布，为第一个能够显示立体3D图形的游戏机。玩家可以像頭戴式顯示器一样使用游戏机，将头放在游戏机目镜上可以看到红色单色显示屏显示的游戏画面，游戏使用视差原理产生立体3D效果。1996年初，因为Virtual Boy未能达到销售量目标，任天堂停止了为Virtual Boy的游戏发行和生产。在Virtual Boy的整个发售生命期间，该游戏机总共仅发布了22款游戏。
Virtual Boy的开发历时四年，最初以VR32的项目名称开始。任天堂签署了一项授权协议，使用由美国公司Reflection科技开发的3D LED目镜技术。任天堂还在中国建立了一家工厂，专门用于制造Virtual Boy。在开发过程中，由于高昂的成本和潜在的健康问题，游戏机的技术规模被任天堂逐渐降低。此外，公司越来越多的资源被重新分配给任天堂64的开发。任天堂游戏设计师宫本茂几乎没有参与到Virtual Boy的游戏软件开发中。为了专心于任天堂64主机的开发，任天堂于1995年将未开发完成的Virtual Boy推向市场。
Virtual Boy被各个评论家批评，是个完全的商业失败。它的失败被认为是由于其高昂的价格、单色的显示屏幕、不起眼的3D效果、缺乏真正的便携性、游玩其所导致的健康问题和其低质量的游戏。其负面的评价使其售价持续下跌。视频游戏机中的3D技术在几年后重新出现，包括任天堂自己的3DS掌上游戏机。Virtual Boy是任天堂除64DD外销量最差的游戏硬件。

## 历史

### 开发
1985年，美国麻薩諸塞州的Reflection科技有限公司开发出一种称为基于扫描线性阵列的红色LED目镜显示技术。该公司为此制作了一款名为Private Eye的3D立体头部追踪原型游戏机，其特色为其的坦克游戏。为了寻求资金和合作伙伴，将其发展成商业技术，Reflection向各个玩具和游戏机制造商展示了Private Eye，包括美泰兒和孩之寶。其中世嘉因担心其单色屏幕显示会导致玩家眩晕，拒绝了这项技术。
而任天堂则热情的接收了Private Eye，任天堂開發第一部的总经理橫井軍平看到该原型机后，认为这是竞争对手难以模仿的独特技术，而且使用此技术开发游戏机也可以提高任天堂作为创新者的声誉。并在游戏开发中“鼓励更多创造力”:514。所以开始着手开发新的项目，新的项目命名为“VR32”，任天堂与Reflection科技有限公司签署了独家协议，授权任天堂使用该技术于其开发的游戏机的显示器。因为此时任天堂開發第三部正在着手于开发任天堂64主机，所以另外两个开发部可以自由地尝试各种开发新产品。
任天堂花费了四年时间开发VR32，并在中国建立了专门的制造工厂，努力将VR32变成一种价格合理且具有健康意识的游戏机。橫井軍平选择了在VR32中继续使用原技术采用的红色LED屏幕，因为红色LED屏幕是所有LED屏幕中最便宜的，并且因为LED屏幕与完全背光的液晶屏幕不同，LED屏幕的完美的黑度可以实现更加身临其境的深度感。而且使用彩色液晶屏幕的主机在测试中会产生不稳定的图像。Reflection科技和任天堂表示，如果采用彩色液晶屏幕，游戏机的成本将会超过500美元:514。任天堂并没有采用原技术中的头部追踪功能，因为任天堂担心玩家眩晕、幼儿患眼部疾病以及日本1995年的新产品责任法案。将原技术的头戴式护目镜设计改为重型固定式的设计，并称其桌面固定设计符合Schepens眼科研究所的安全用眼建议:514。
我们尝试使用了彩色液晶显示屏，但结果是玩家根本看不到深度，他们只看到了两个一样的画面。彩色的游戏图形会给人们一种游戏具有高科技的假象。但仅仅因为游戏具有漂亮的显示效果并不意味着游戏的内容很有趣。……反过来看，红色LED屏幕使用更少的电量，而且红色更容易被人们辨识。这就是交通信号灯中使用红色的原因。
 — 橫井軍平:514
任天堂开发了许多演示游戏用来展示Vitrual Boy的机器性能，其中的《驾驶演示》是一个很高级的演示游戏，其30秒的内容展示了一个第一人称驾驶中的路牌和棕榈树的图像。这些演示内容在1995年的E3和消費電子展上都有展示。1994年，任天堂初心会向公众展示了Vitrual Boy的启动画面。新闻界对Vitrual Boy持非常有信心的态度，预测Vitrual Boy在日本将会销售300万台机器并至1996年3月份将会销售1400万台。星际火狐游戏展示了一个Arwing做着各种各样的旋转和动作。电影摄影机的角度是一个关键因素，因为这是在星际火狐2中的。它也在1995年的E3和消費電子展上展出。
由于公司的内部资源缺乏，大部分公司资源都注重在任天堂旗舰机型任天堂64的开发上，Vitrual Boy的游戏软件开发并没有得到公司的充分关注，并且游戏设计师宫本茂很不擅长开发创新的游戏。 据David Sheff所著的《Game Over》所说，橫井軍平从来都没准备将越来越被忽视的Vitrual Boy发布，但任天堂为了集中开发资源到任天堂64主机上，擅自将还未开发完毕的Vitrual Boy发布了。

### 发售
《纽约时报》 于1994年11月13日评测了Vitrual Boy。该主机于第二天11月14日通过新闻稿正式宣布。任天堂承诺Vitrual Boy将让玩家完全沉浸在他们自己的私人世界中。关于该主机的初始新闻稿和采访中全都侧重于其技术能力，而避免讨论将要发布的实际游戏。该系统第二天正式在任天堂的Shoshinkai Show上发布。美国任天堂于1995年1月6日的消費電子展上展示了Vitrual Boy。
即使采取了节省成本的措施，任天堂还是将Virtual Boy的价格定得相对较高，售价为179.95美元:513。虽然比家用游戏机稍微便宜一些，功能也不那么强大，但这比手持游戏设备Game Boy要贵得多。凭借看似比Game Boy更先进的图形，任天堂并不打算用Virtual Boy来当做下一代手持游戏设备，因为游玩Virtual Boy需要有稳定的桌面并且游玩时会完全看不到游戏机周边的情况。《Design News》将Virtual Boy称为View-Master3D图像眼镜的演变后代。
Virtual Boy于1995年7月21日在日本发布并于1995年8月16日于北美发布。有《马里奥网球》，《Red Alarm》， 《Teleroboxer》和《Galactic Pinball》四个游戏在首发同时发布。Vitrual Boy并没有在PAL制式地区发售。在北美，Vitrual Boy与马里奥网球捆绑销售。任天堂最初预计销售量将达到300万台主机和1400万个游戏。该游戏机的推出时间比索尼，松下和世嘉等其他32位主机晚，但价格相较较低。

### 销售的预测和数据
该游戏机发布后，美国任天堂公司预计今年年底硬件销售量将达到150万台，软件销售量将达到250万。1995年12月，任天堂在北美发布后大约三个半月就已经出货了35万台Vitrual Boy。该游戏机在《GamePro》的2007年“史上销售最差的10款游戏机”排行榜上名列第五。

### 额外的开发和结束
Virtual Boy在其令人失望的销售之后还有一段短暂的市场时间。Virtual Boy的最后一个官方游戏是《3D俄罗斯方块》，于1996年3月22日发布。任天堂在1996年的E3上宣布了该系统的附加游戏，但这些游戏从未发布过。Virtual Boy在日本于1995年末和在北美于1996年初被停产。任天堂没有大张旗鼓地停产这一游戏机，没有发布官方的新闻稿。在许多其他过时的游戏机中，《Next Generation》报告说，在停产一年后的1996年12月，还售出了13000台Virtual Boy。

### 促销活动
任天堂曾广泛大量宣传了Virtual Boy，并声称在早期的促销活动中花费了超过2500万美元。广告将这一游戏机从过去的游戏机推广到范式转变，一些广告片段用穴居人来表示历史的进化，而另一些片段则利用了其迷幻的画面效果。任天堂的目标用户是年龄较大的观众，他们会看到Virtual Boy的广告，不再像过去那样以孩子为中心。任天堂把这个游戏机描绘成一种虚拟现实，正如它的名字所示。任天堂在其新闻稿中专注于介绍新游戏机的技术方面，而忽略具体游戏的细节。
面对在二维广告中展示三维游戏的挑战，任天堂与百視達和全国广播公司进行了合作。一场耗资500万美元的宣传活动，在Virtual Boy的陪同下，增加了全国广播公司的秋季阵容。美国观众通过全国广播公司的电视广告可以用10美元的价格在美国大部分地区中租用这台游戏机。这使得很多玩家可以负担得起这个游戏机， 一共有75万台Virtual Boy投入租赁。在租赁完毕还回后，租客会收到一张优惠券，从任何一个商店购买Virtual Boy时，都能得到10美元的优惠。在这次促销活动中，有3000个百視達地区也包括在内，其中的抽奖活动，甚至包含前往全国广播公司的拍摄现场的超大旅行奖品。长期的游戏机租赁对Virtual Boy的成功是有害的，玩家从租赁中发现Virtual Boy的游戏效果并不沉浸，且长时间游玩会导致不适。到1996年年中，百視達将其所有Virtual Boy机器以50美元低价的价格出售。整体来说，这场营销活动被认为是失败的。

## 硬件

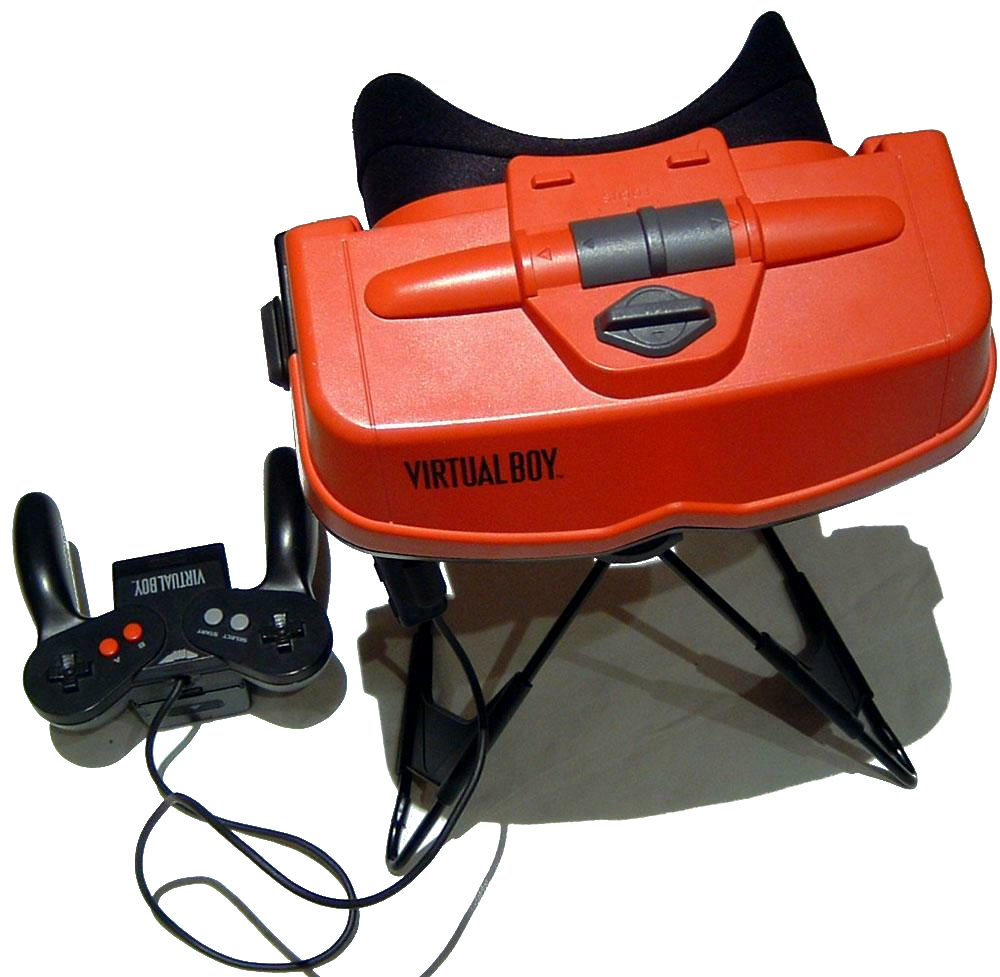
Virtual Boy的完整组成

Vitrual Boy的处理器为32位的RISC芯片，是任天堂的第一个32位游戏机。Vitrual Boy使用一对1×224线性显示阵列（每只眼睛一个），并用振动平面镜快速扫描眼睛视场中的阵列。这些平面镜以非常高的速度来回振动，因此在游戏机内部会发出嗡嗡声。每个Virtual Boy游戏卡带上都有一个开关，开启开关后可以让游戏每15-30分钟自动暂停一次，以提醒玩家暂停游戏休息。主机拥有双扬声器，两个耳朵对应两个扬声器。

### 显示

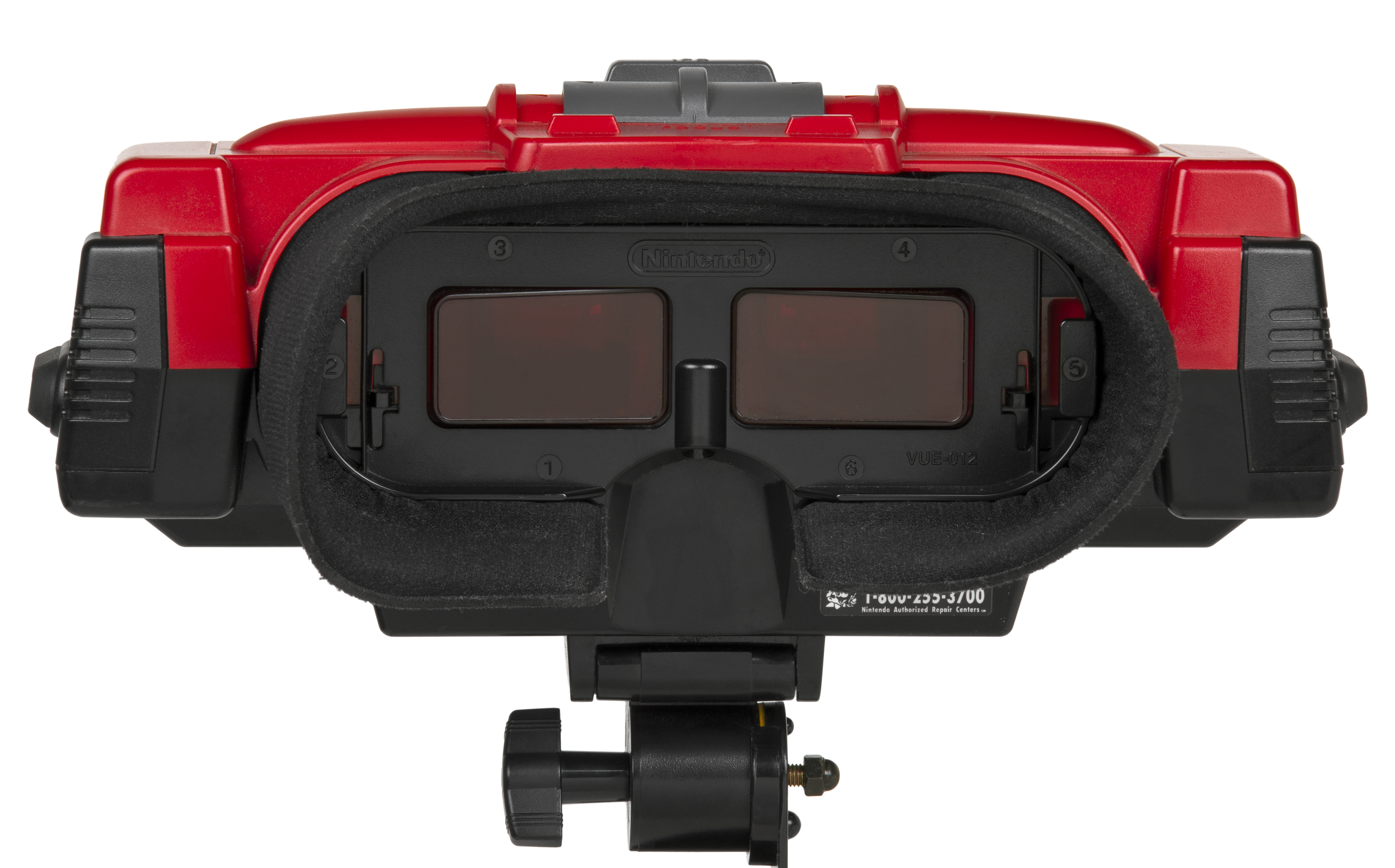
Virtual Boy的屏幕

Virtual Boy是第一个能够显示立体3D图形的视频游戏机，销售中将其称为虚拟现实。当时其他大多数的视频游戏使用单眼深度线索的方式来在二维屏幕上实现三维的幻觉，而Virtual Boy通过视差的方式使人产生了一种十分真实的深度幻觉。以类似于头戴式显示器的方式使用，用户通过机器前面的氯丁橡胶制成的目镜观看由眼镜式投影仪产生的单色（红色）图像。任天堂声称彩色显示会使设备的成本过于昂贵，而且会导致图像不稳定，因此选择了单色显示器。

### 控制

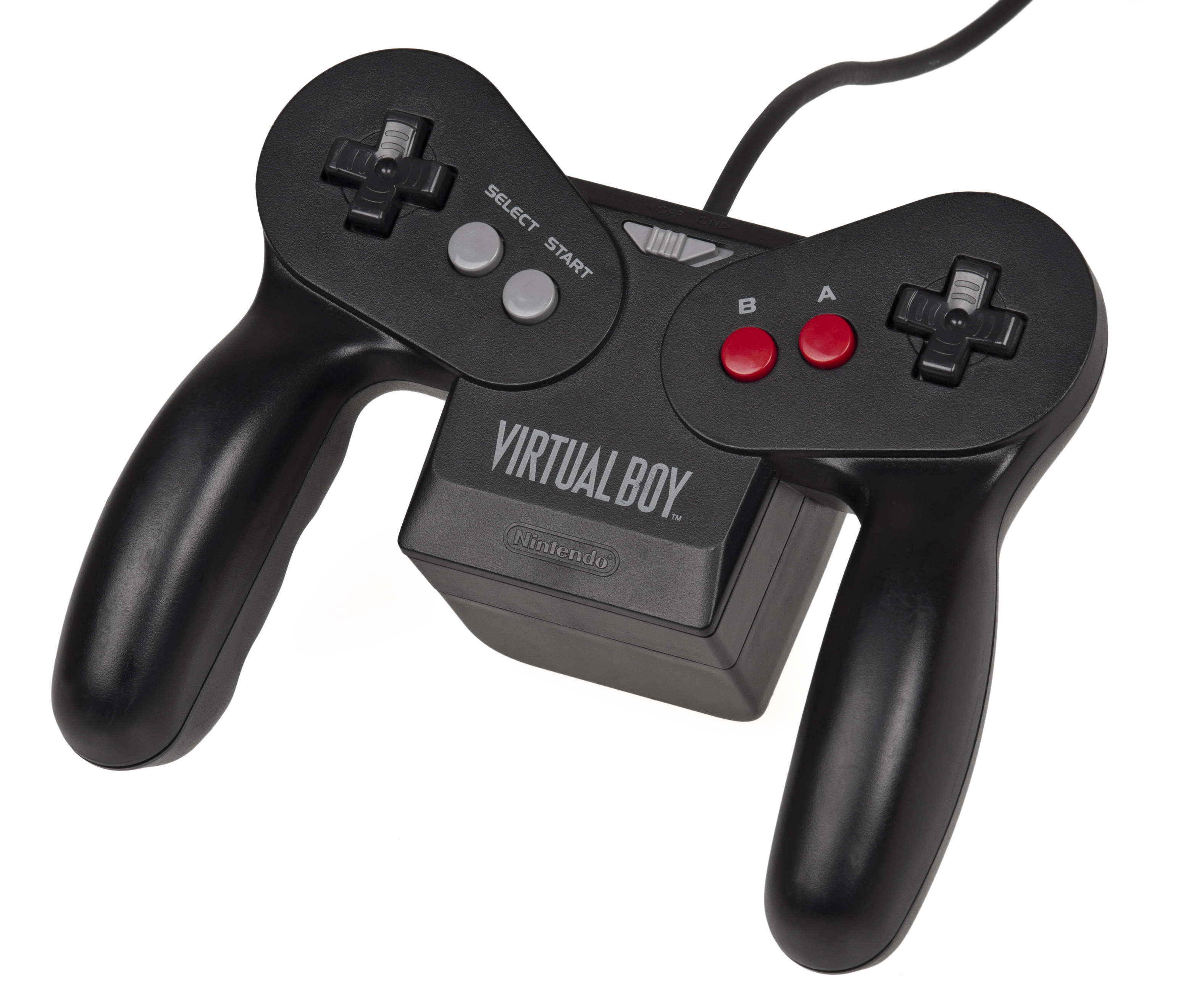
Virtual Boy的控制器

Virtual Boy需要支立在平坦的桌面上才可以使用，任天堂也曾计划发售一款可以站立时使用的支架。控制器的另一个独特的功能是它可以从背面的盒子内滑入6节AA电池来为整个主机供电，也可以使用外置的电源供电，但是需要专用的滑盖电源适配器。滑盖电源适配器可以连接外置电源适配器，让Virtual Boy以恒定的功率运行。
Virtual Boy是一个非常注重三维运动的主机，而这需要一个支持在Z轴上移动的控制器。Virtual Boy的控制器拥有两个数字十字键，用来在三维环境中移动。控制器的形状类似于字幕“M”（类似于任天堂64控制器）。两个十字键分别在控制器两侧，中间是电池仓。
在更传统的二维游戏中，两个十字键是可以互换使用功能的。但具有三维画面的其他游戏，例如《Red Alarm》，《3D俄罗斯方块》和《Teleroboxer》，每个十字键都控制着不同的功能。而控制器因为其对称性还允许左撇子游戏玩家反转控制功能（类似于Atari Lynx）。

### 连接性

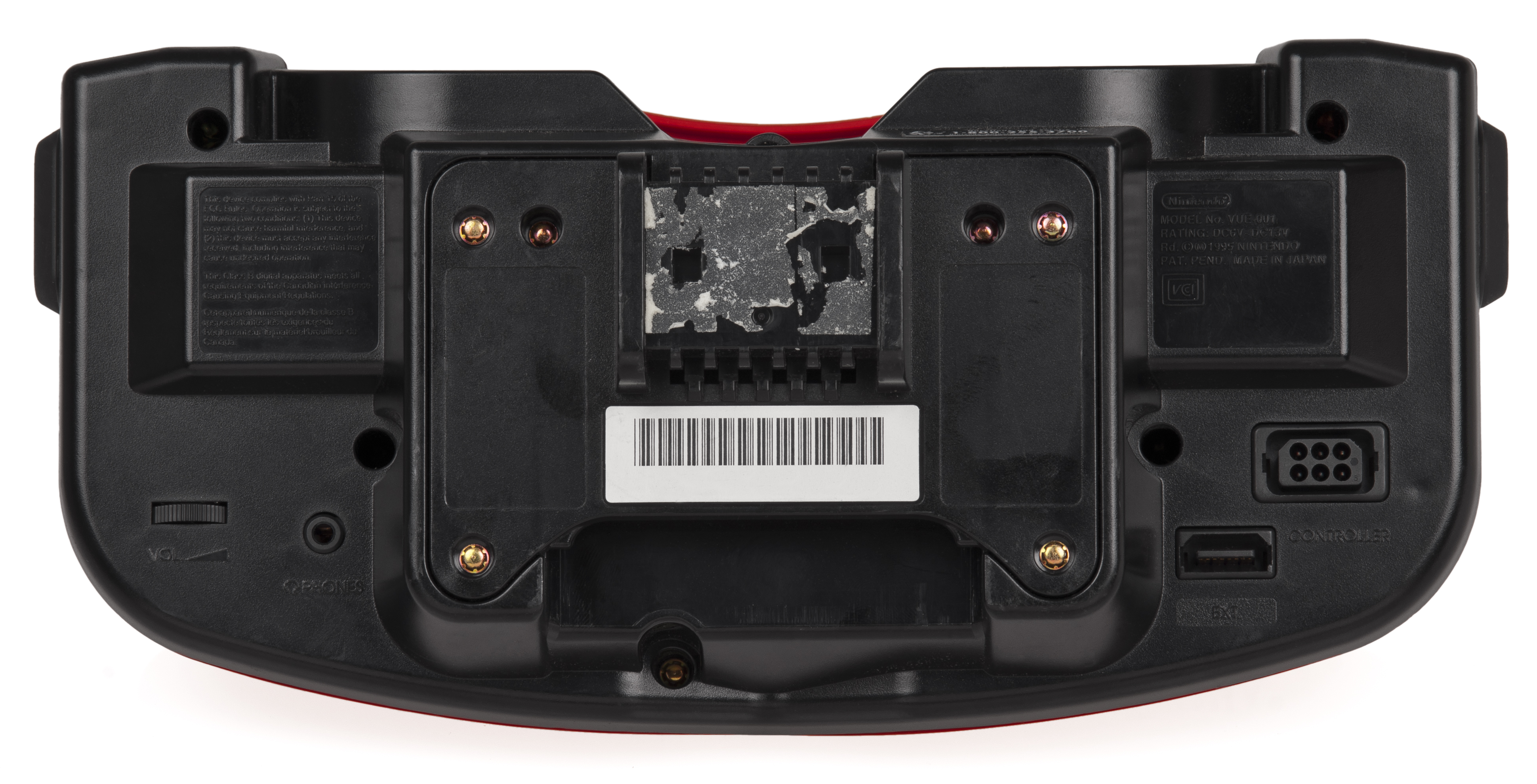
Virtual Boy的底部，从左至右分别为音量控制钮，耳机孔，Ext（扩展）端口和控制器接口

在开发过程中，任天堂承诺Virtual Boy可以进行多人游戏。1996年第三季度，任天堂宣称正在开发Virtual Boy链接电缆。该系统的Ext（扩展）端口位于主机下方的控制器端口的旁边，但该端口从未被使用过。任天堂从未发布过官方多人游戏机能或官方的链接电缆。游戏《Waterworld》和《Faceball》本意是用Ext端口进行多人游戏，但前者的多人游戏功能被删除，而后者游戏的开发被取消。

## 游戏

来自Virtual Boy游戏《马里奥网球》的截图，截图自模拟器。3D效果得以模拟为红色和蓝色，用来模拟Virtual Boy的三维效果。
建议使用红蓝3D眼镜来正确观看此图片

任天堂在发售时展示了3款Virtual Boy游戏，且发售时Virtual Boy仅有这3款游戏。任天堂计划发售后每个月为Virtual Boy发布两至三款游戏。由于Virtual Boy的发售时间过短，任天堂共为其发布了22款游戏。其中，19个游戏在日本市场发布，14个在北美市场发行。与之前的其他任天堂平台相比，极少的第三方开发商为Virtual Boy开发了游戏。橫井軍平说，任天堂总裁山内溥在Virtual Boy发售前仅向极少数的开发商发送了开发用的Virtual Boy，以便限制Virtual Boy上拥有过多的劣质游戏的风险。
任天堂美国总裁雷吉·菲尔斯-埃米在问及Virtual Boy游戏是否可以在任天堂3DS上的Virtual Console下载时，他无法回答这个问题，因为他对Virtual Boy平台并不熟悉。他指出，由于他缺乏对Virtual Boy平台的熟悉程度，他很难在Virtual Console上发行Virtual Boy游戏。
业余爱好者社区“Planet Virtual Boy”还在继续为Virtual Boy开发游戏软件。之前两款没有发布的游戏《Bound High》和日本版的《Faceball》（叫做《NikoChan Battle》）后来发布了出来。

## 媒体评价

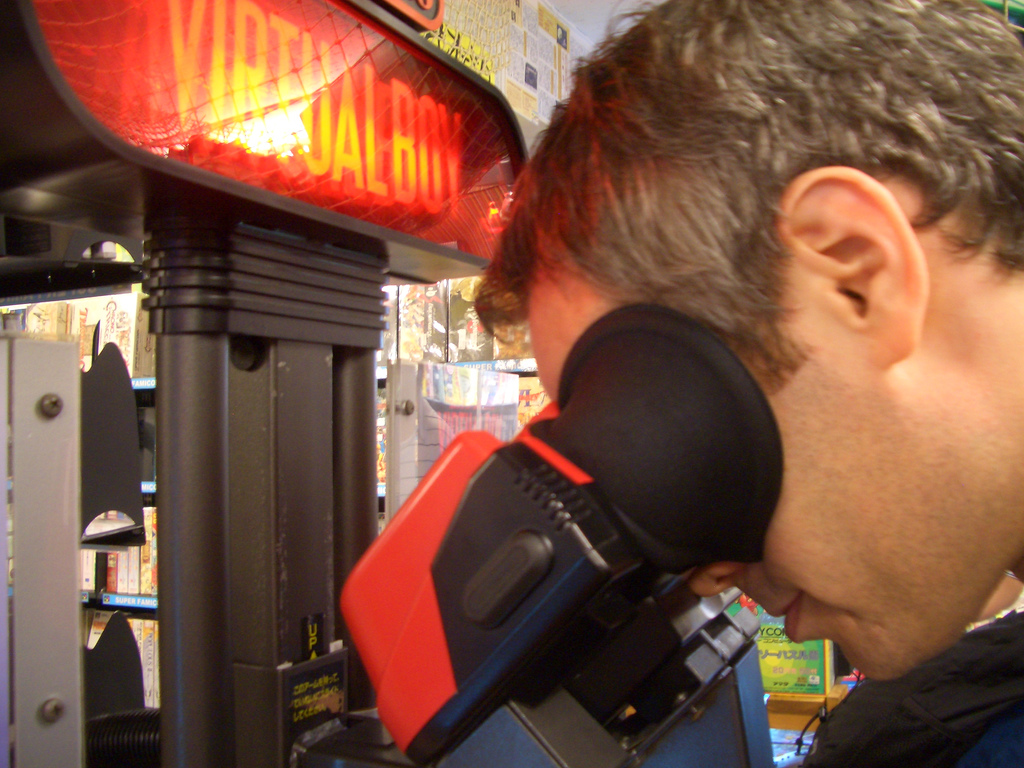
一名男子正在观看Virtual Boy的画面

Virtual Boy被评论家压倒性地抨击并且是一个商业失败。Virtual Boy的失败的原因有很多，其中包括它的高价，游玩时给玩家带来的不适以及有广泛认为是一个处理不当的营销活动。
1994年在初心会节目中体验Virtual Boy的游戏玩家抱怨说“马里奥”游戏演示不够逼真，不是全彩色，并且游戏画面不能“跟踪”玩家的头部运动。节目结束后的《电子游戏月刊》的主编Ed Semrad预测Virtual Boy会由于其单色屏幕，缺乏便携性以及在Shoshinkai节目上的表现导致其首发时销量过低。而至于价格，虽然已经低到硬件的成本价格了，但对于游戏机给玩家的体验来说依旧太贵了。《Next Generation》的编辑在Virtual Boy发售时也对其前景产生了怀疑，并在他们的文章中通过评论的方式来总结了该游戏机：“但是谁会买它？这个游戏机并不真正的便携，而且用起来很尴尬。它100%的反社交（不像SNES/Sega Genesis游戏），它很贵，而且最重要的“VR”（或者说3D效果），并不会增加游戏的内容，它只是一个很新奇的事物而已。”
在发布之后，Virtual Boy的评论倾向于赞美其新颖性，但质疑其最终目的和长期可行性。《洛杉矶时报》描述其游戏玩法“既熟悉又奇怪"，其专栏里赞扬了Virtual Boy的运动质量和沉浸式的图形，但认为硬件本身使用起来既乏味又不便携。同一评论者后来的专栏发现Virtual Boy有点反社会，但它对游戏机的未来抱有希望。在北美推出后不久再来回顾该游戏机，《Next Generation》说：“不同寻常和创新，Virtual Boy可以像Game Boy一样被视为一场赌博，但是要看到Virtual Boy成功的达到Game Boy一样的征服世界要困难得多。”他们详细说明，虽然清晰的显示效果和独特的3D效果令人印象深刻，但单色的游戏画面显示和对年轻游戏玩家的潜在视力损害等方面严重限制了游戏机的吸引力。他们补充说游戏库很不错，但未能充分利用任天堂最畅销的游戏系列（《塞尔达》和《银河战士》系列游戏的缺席，《马里奥》系列游戏的风格改变）。
虽然任天堂已经承诺了Virtual Boy的虚拟现实体验，但单色的屏幕显示限制了Virtual Boy的画面沉浸潜力。评测者普遍认为3维画面只是一种噱头，添加到基本上是2维甚至1维的游戏中。《华盛顿邮报》认为，即使游戏给人一种三维印象，它也会受到“游戏画面还是空心矢量图形”的影响。该游戏机的开发者橫井軍平表示，该游戏机在动作和益智游戏方面表现最佳，虽然这些类型的游戏只能提供极少的沉浸感。让多个评论家感到遗憾的是Virtual Boy的硬件中没有头部跟踪机能。因此，批评者认为玩家根本无法沉浸在Virtual Boy游戏的游戏世界中。相反，玩家只能通过传统的二维游戏中通过控制器的方式来与虚构的世界互动。《Boyer》说：游戏机“努力的将两种形式的媒体合并在一起，也就是家用游戏机和虚拟现实设备。”虽然该游戏机采用了虚拟现实技术，但它是通过传统的家用游戏机实现的。游戏没有使用来自身体的反馈。
许多评论家在游玩Virtual Boy时抱怨其痛苦和令人沮丧的生理症状。比尔弗里斯林为《华盛顿邮报》写作：经历了“头晕，恶心和头痛”。评论家将这些问题归结为Virtual Boy的单色屏幕显示和不舒服的人体工程学。几位著名的科学家得出结论认为，长期游玩Virtual Boy的副作用可能更严重。电子工程时代和CMP Media的《TechWeb》等杂志上发表的文章推测，使用Virtual Boy等任何身临其境的设备可能导致疾病、闪回甚至永久性脑损伤。在Virtual Boy消亡之后的几年里，任天堂对其的失败坦诚相待。時任美国任天堂总裁霍華德·林肯，断然地说Virtual Boy“失败了”。

## 遗产
《Game Over》中说，任天堂将Virtual Boy的失败直接归罪于游戏机的开发者橫井軍平。视频游戏媒体成员称，Virtual Boy的商业失败是橫井軍平離開任天堂的一个因素，尽管他计划在几年前退休并完成另一个更成功的公司项目：Game Boy Pocket，这是在他离开前不久发布的。根据他任天堂和Koto的同事泷良博的说法，橫井軍平最初决定在50岁时退休，虽然他很高兴，但最后还是推迟了。任天堂认为，橫井軍平的离职与任天堂硬件的市场表现“绝对巧合”。《纽约时报》称，橫井軍平与任天堂保持着密切的关系。 在离开任天堂之后，橫井軍平创立了自己的公司Koto，并与萬代合作发布了WonderSwan，一个与Game Boy竞争的手持游戏机。
据报道，Virtual Boy的商业失败几乎没有改变任天堂的发展方式并专注于创新。虽然据说游戏机本身在许多方面都失败了，但它对外围设备和触觉技术的关注在以后几年重新出现。虚拟现实游戏平台的开发仍在继续。由于任天堂在全球的Virtual Boy机器少于80万个，因此有认为是一个有价值的收藏品。据报道，最初的技术的开发公司Reflection科技有限公司。因Virtual Boy的表现而遭受了经济上的“打击”，到1997年，公司的运营规模逐渐缩小。
2011年，任天堂推出了一款带有自动立体视觉的手持游戏机任天堂3DS。或者说，任天堂3DS不需要任何特殊的眼镜就能产生所需的深度效果，而且是便携的。在任天堂3DS发布之前，宫本茂讨论了他对Virtual Boy的问题的一些看法。一是Virtual Boy的三维效果的实际运用：虽然它的目的是渲染线框图形，但效果通常只是用来将二维游戏分割成不同的平面，以深度分割来渲染不同的线框图形。此外，宫本茂表示，这些图形并不那么吸引人，在开发任天堂64时，他首先排除了使用线框图形来绘制玩家角色，因为线框图形过于稀疏，无法很好地渲染复杂图像。最后，他表示他认为Virtual Boy是一种新奇事物，不应该如此突出地獲任天堂认可。然而，在2016年2月，君岛达己表示任天堂正在“研究”虚拟现实，但同时也解释说，要评估这项技术需要花费更多的时间和精力，在2017年2月接受《日本經濟新聞》采访时，他表示，任天堂目前正在“研究”VR，在用户可以在无任何问题的情况下长时间玩VR游戏后，就会将VR技术其添加到任天堂Switch中。雷吉·菲尔斯-埃米也在2016年6月接受彭博社的采访时表示，虚拟现实市场需要成为主流，以便任天堂开始对其进行重大开发。

## 在流行文化方面
任天堂3DS游戏《朋友收藏集 新生活》曾多次提及过Virtual Boy。在游戏的本地化预告片中，有一段任天堂工作人员（游戏中Miis的化身）围着一个Virtual Boy跳舞的视频，并惊呼:“所有的人都为Virtual Boy欢呼!”。在购买或出售Virtual Boy时，店主会说“挖掘红色和黑色的款式”。一个Virtual Boy可以成为小游戏“Tomodachi Quest”中的对手。
Virtual Boy在游戏《任天堂明星大亂鬥DX》中客串了一个小角色，如果游戏的语言是日语，那么他将会在奖杯收藏的架子上出现。Virtual Boy也在WiiU游戏中出现过，在《Game and Wario》的“Gamer”关卡中的游戏背景里，有一台Virtual Boy放在桌子上。
在《辛普森一家游戏》的Bartman Begins这一场景的前传中，当Bart去SequelStop订购《Grand Theft Scratchy》时，一个Virtual Boy的海报上写着:“你见过我吗?”
在《任天堂明星大亂鬥X》中，所有在北美洲为Virtual Boy制造的游戏都以编年史的形式出现。
在《来吧！动物森友会》中，Virtual Boy是吃幸运饼干可以获得的家具奖品。获得了40号奖励纸条后，可以去到Nooklings的任何一家店兑换获得。纸条上写：“我在你的未来看到了很多的红色，真的很多。”

## 备注
1. ↑  英文版原文：I see much red in your future, much red indeed.

## 推荐阅读
- 橫井, 軍平; まきの, たけふみ. . ASCII. 1997年五月. ISBN 978-4-89366-696-3.